# Мокро (община Пале)
Мокро (на сръбски: Мокро) е село в Босна и Херцеговина, разположено в община Пале, в ентитета на Република Сръбска. Населението му според преброяването през 2013 г. е 835 души, от тях: 826 (98,92 %) сърби, 4 (0,47 %) хървати, 2 (0,23 %) бошняци, 1 (0,11 %) албанец, 1 (0,11 %) черногорец и 1 (0,11 %) не се е определил.

## Население
Численост на населението според преброяванията през годините:
- 1961 – 274 души
- 1971 – 284 души
- 1981 – 380 души
- 1991 – 408 души
- 2013 – 835 души